# پیونرسکیی، کالینینگراد
شهر پیونرسکی، اوبلاست کالینینگراد (به روسی: Пионерский) در کشور روسیه و در اوبلاست کالینینگراد واقع شده‌است.

## نگارخانه

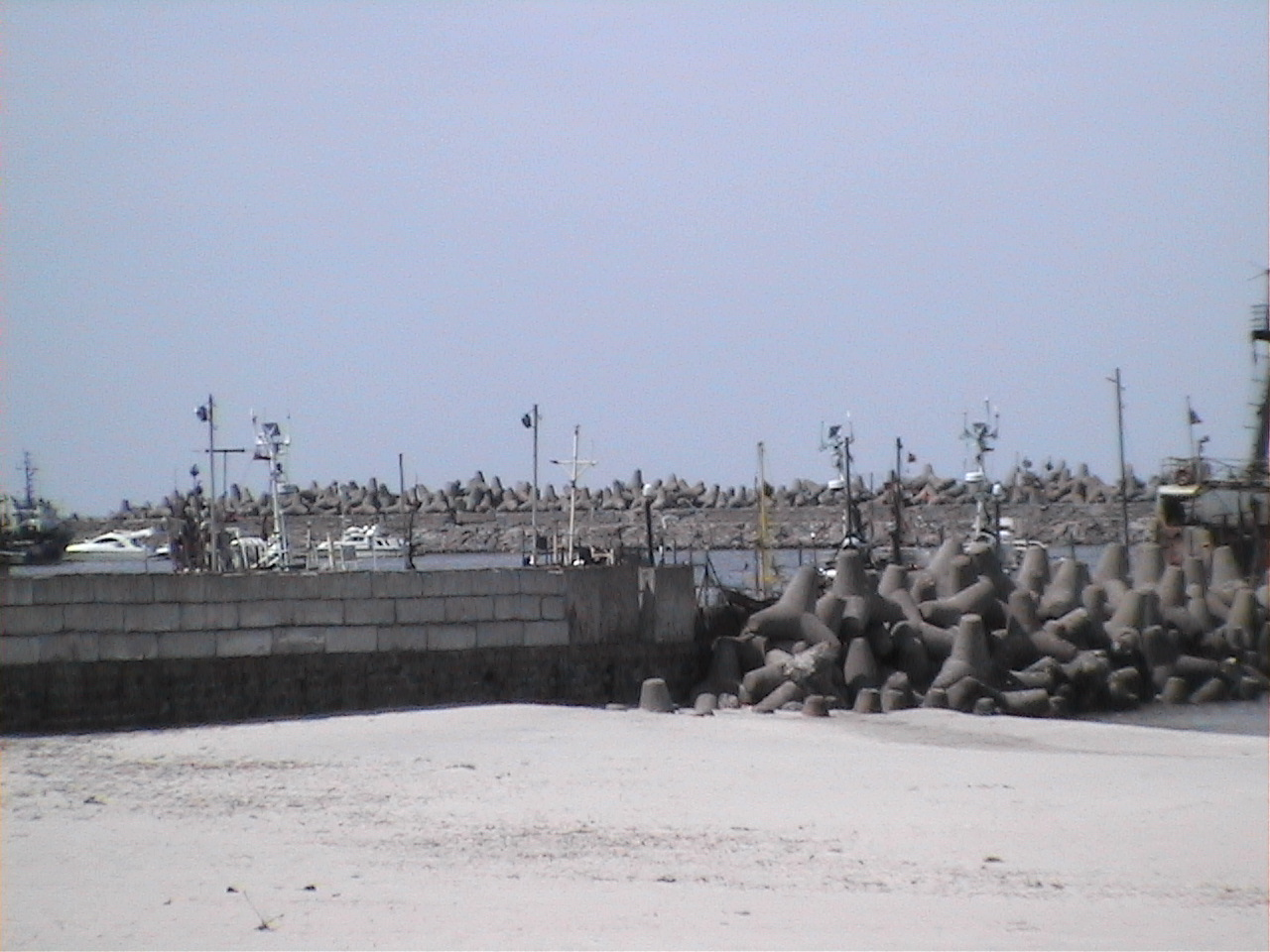
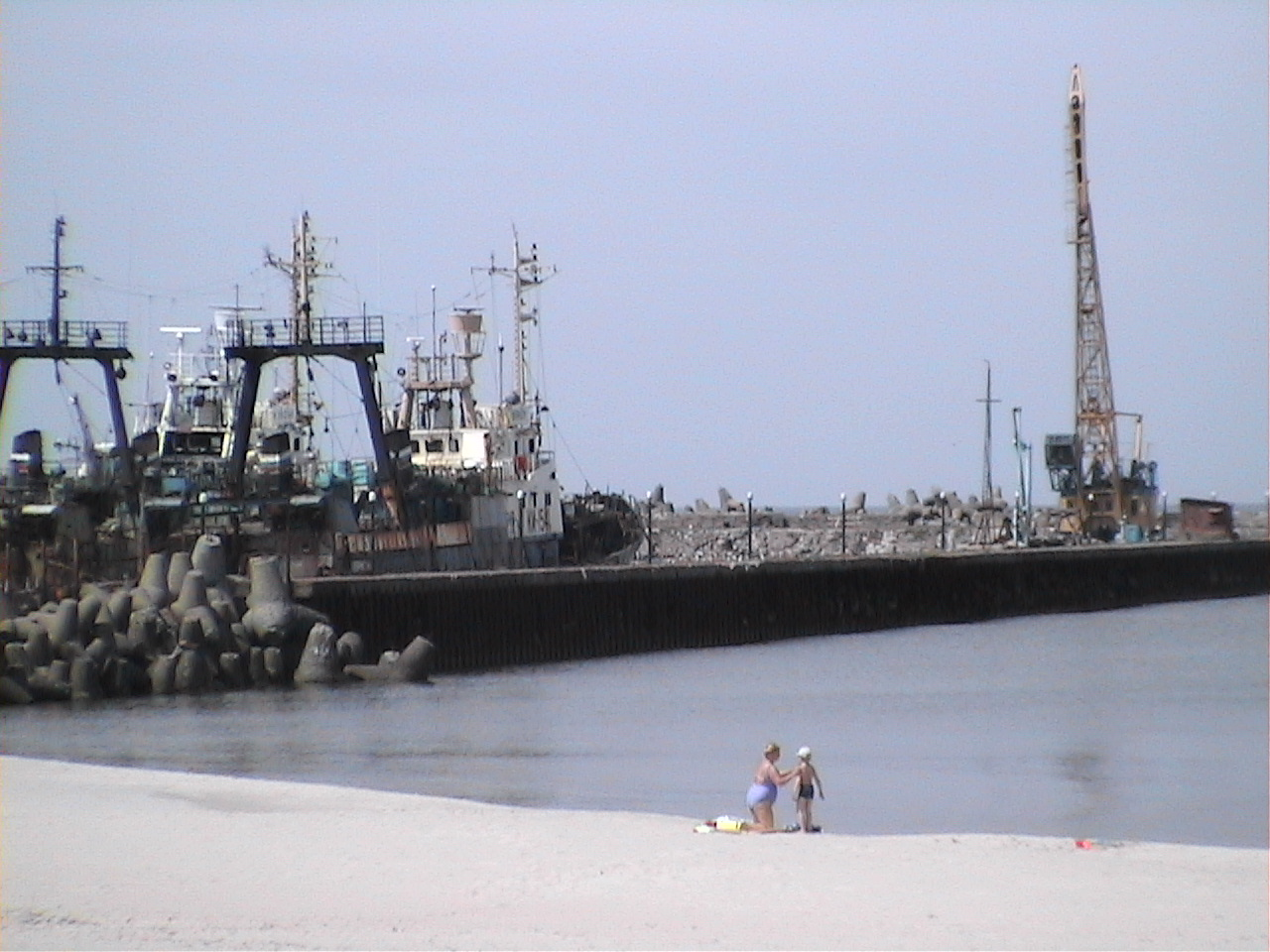